# Katt Both
Katt Both (geboren 28. April 1905 in Waldkappel, Kreis Eschwege, als Anna Elisabeth Mathilde Both, Rufname Else, ab 1932 Kattina Both; gestorben 21. April 1985 in Kassel) war eine deutsche Architektin und Möbeldesignerin.

## Leben und Wirken
Katt Both war die fünfte Tochter des evangelischen Pfarrers Adolf Both (1861–1936) und seiner Frau Mathilde, geb. Hempel (1876–1953). Nach dem Umzug der Familie besuchte sie die städtische Lateinschule, was der Gymnasialabteilung einer Realschule entsprach. Sie widersetzte sich dem Wunsch ihrer Eltern, wie ihre Schwestern den Lehrerberuf einzuschlagen. Stattdessen wollte sie Porträtmalerin werden und schrieb sich an der Kunsthochschule in Kassel ein, wo sie 1923 bei einem Plakatwettbewerb ausgezeichnet wurde. Das Studium in Kassel fand sie jedoch unbefriedigend, weshalb sie nach drei Semestern 1924 an die Werkstätten der Stadt Halle, Staatlich-städtische Kunstgewerbeschule Burg Giebichenstein wechselte, wo sie Kurse in Töpferei und Skulptur belegte. Daneben erlernte sie autodidaktisch das Fotografieren.

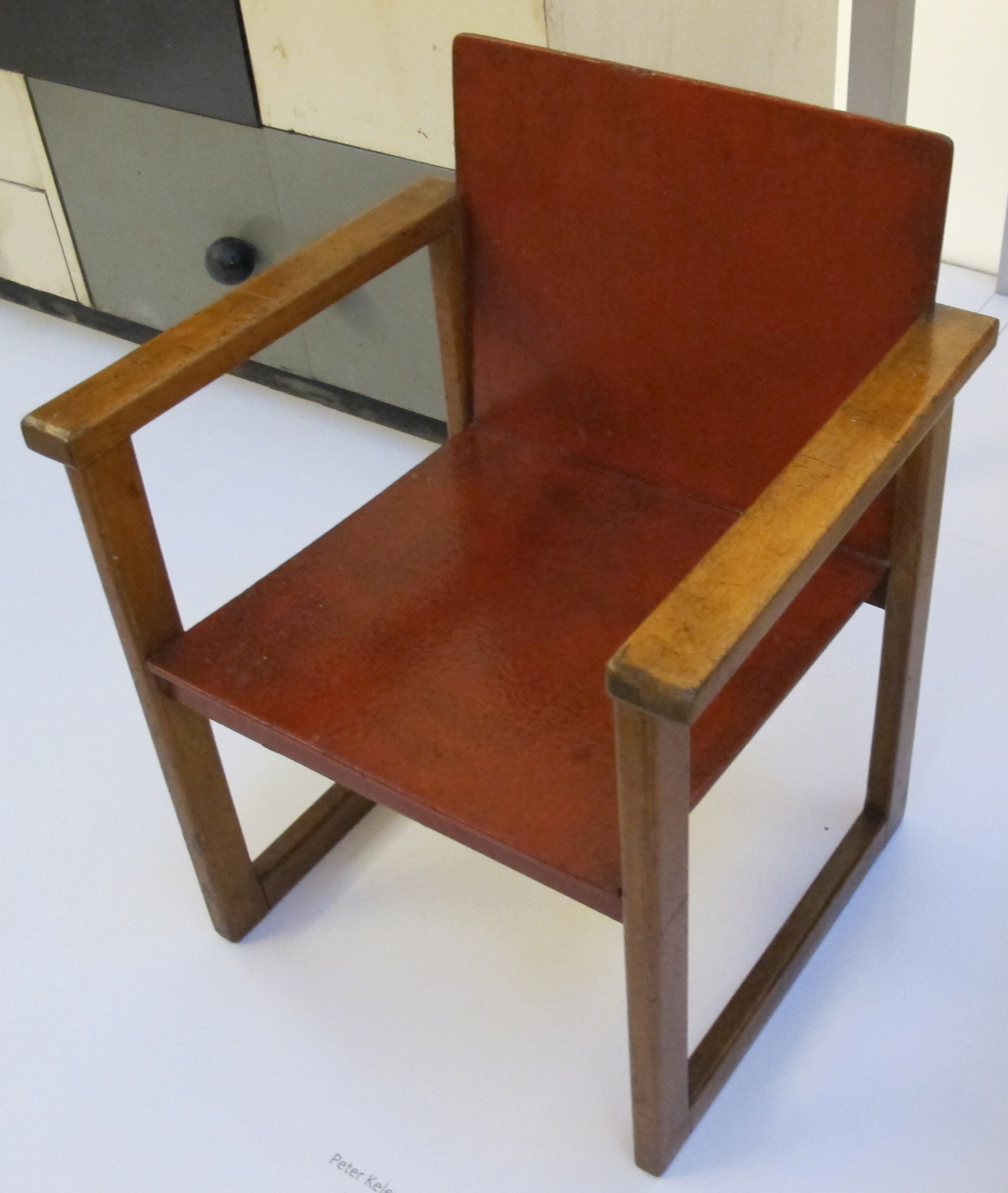
Kinderstuhl, 1927 von Katt Both entworfen

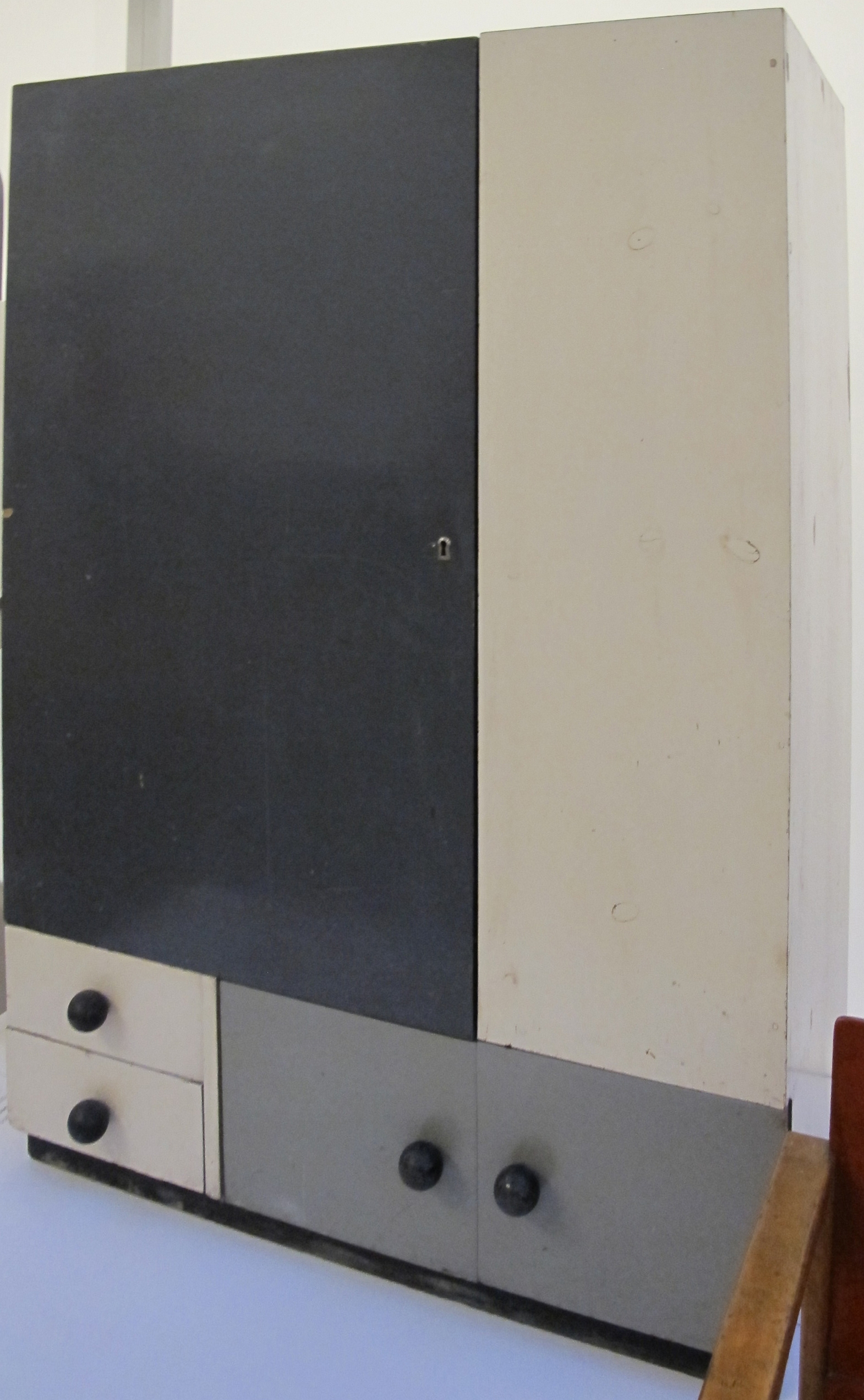
Kinderschrank, 1927 von Katt Both entworfen

1925/26 ging sie an das Bauhaus in Dessau, wo sie in der Tischlerwerkstatt studierte, die in dieser Zeit von Marcel Breuer geleitet wurde. 1926 wurde sie Gesellin. In ihrer weiteren Ausbildung bei Breuer, Mart Stam, Walter Gropius und Hannes Meyer konzentrierte sie sich auf Möbeldesign und Architektur. Ein von ihr entworfener Schrank wurde im selben Jahr in das Warenmuster- und Lieferprogramm der Werkstatt aufgenommen. Gropius schrieb 1936 in einem Empfehlungsschreiben über ihre Arbeit: „Sie hat sich während ihrer Studien durch besondere künstlerische Begabung namentlich auf architektonischem Gebiet ausgezeichnet und ihre Ausbildung sehr vielseitig gestaltet.“ Später sagte Both über ihre Zeit am Bauhaus: „Gelernt haben wir nix, wir haben nur unseren Charakter gefestigt.“
Um 1927 machte der Bauhaus-Student Erich Consemüller ein Foto von Marcel Breuer mit Marta Erps-Breuer, Katt Both und Ruth Hollós-Consemüller, das trotz des ironischen Titels („Marcel Breuer mit seinem ‚Harem‘“) wegen seiner emanzipativen Ausstrahlung oft in Reportagen zur Gleichberechtigung am Bauhaus verwendet wird. Katt Both selbst erstellte in der Zeit von 1928 bis 1932 etliche fotografische Arbeiten, die bis heute im Zusammenhang mit dem Themenkomplex „Bauhaus“ immer wieder ausgestellt werden. Both studierte jedoch nicht an der von Walter Peterhans geführten Fotografiewerkstatt des Bauhauses. Fünfzig Jahre später betonte sie, Architektin und keine Fotografin zu sein.
1927 machte Both mehrere Entwürfe für farbige Möbel, darunter Kinderschränke. 1928 ließ sie sich am Bauhaus beurlauben, um im Büro Luckhardt und Anker in Berlin zu arbeiten, für die sie eine Musterwohnung für die Münchner Ausstellung „Heim und Technik“ gestaltete. Außerdem war sie für die Grundrisse von Klein- und Geschosswohnungen im Auftrag der Reichsforschungsstelle zuständig. In den folgenden Jahren arbeitete sie teils als Grafikerin, teils als Architektin.
1929 wechselte sie zunächst in das Lichterfelder Büro des Bauhausschülers Fred Forbát (1897–1972) und dann in das Büro von Otto Haesler in Celle, wo schon mehrere ehemalige Bauhäusler arbeiteten. Sie war die erste weibliche Mitarbeiterin des Büros. Both war an allen großen Bauvorhaben des Büros beteiligt, wozu die Projekte Dammerstock, Rothenbergsiedlung Kassel, Friedrich-Ebert-Siedlung Rathenow, Jugendherberge Müden und das Aschrotthaus Kassel gehörten. In Celle selbst waren dies das Direktorenwohnhaus und die Siedlung Blumläger Feld. Ihr Aufgabengebiet waren die Inneneinrichtungen sowie die grafische und räumliche Präsentation der Musterwohnungen und Ausstellungen.
1932 hatte das Büro Haesler kaum mehr Aufträge. Both zog für eine Weile nach Kassel. Zu dieser Zeit ließ sie ihren Rufnamen offiziell von Else in Kattina ändern. Zudem veröffentlichte sie in dieser Zeit in der Zeitschrift "Reklame". Nach einer zeitweiligen Arbeitslosigkeit arbeitete sie in den folgenden Jahren in verschiedenen Büros in Celle und Kassel. 1934 verließ Both das Büro Haesler endgültig und zog nach Berlin. Zwischen 1934 und 1942 arbeitete sie mehrere Jahre für den Architekten Otto Vogt. 1936 zeichnete sich kurzfristig eine Beschäftigung in Rom bei der Sindacato fascista ab, was aber letztlich scheiterte. 1938 beantragte sie die Aufnahme in die Reichskulturkammer als Zeichnerin. Sie hatte ein eigenes Haus entworfen und in Kassel gebaut; da sie dort aber keine Anstellung fand, zog sie nach Berlin und arbeitete dort als Architektin zunächst bei der Deutschen Arbeitsfront und dann bei der Hauswirtschaftsabteilung des Deutschen Frauenwerks. Dort entwarf sie ein Frauenwohnheim und verantwortete den Umbau eines Bauernhofes in eine Frauenschule im besetzten Polen. Von 1942 bis zum Frühjahr 1945 arbeitete sie im Architekturbüro von Ernst Neufert. Die Büroräume wurden 1944 ausgebombt und das Büro wurde danach ausgelagert.
Nach dem Krieg kehrte Both nach Kassel zurück. Dort arbeitete sie bis 1965 als Schätzerin in der Liegenschaftsabteilung der Bauverwaltung der Stadt Kassel.
Katt Both starb 1985 in Kassel.